# عامر بن عمران الضبي
عامر بن عمران بن زياد الضبي يُكنَى أبو عكرمة، من علماء اللغة من أهل بغداد، وكان من أعلم الناس بأخبار العرب وأشعارهم، وأكثرهم رواية لها، صنف كتباً كثيرة ومنها: كتاب الإبل والغنم، كتاب الخيل، وله أيضاً كتاب الأمثال وهو أشهر مؤلفاته، وكان له روايات عن المفضل، وقد حدث عن ابن الأعرابي، والقاسم بن محمد الأنباري، وإسحاق بن إبراهيم الموصلي وغيرهم، وكان في أخلاقه شراسة.